# Psittacara
Genre
Le genre Psittacara regroupe onze espèces de conures appartenant à la famille des Psittacidae.

## Liste des espèces
Selon la classification de référence du Congrès ornithologique international (version 15.1, 2025) :
- Conure verte – Psittacara holochlorus
- Conure de Socorro – Psittacara brevipes
- Conure de Ridgway – Psittacara strenuus
- Conure de Wagler – Psittacara wagleri
- Conure casquée – Psittacara frontatus
- Conure de Finsch – Psittacara mitratus
- Conure à tête rouge – Psittacara erythrogenys
- Conure de Finsch – Psittacara finschi
- Conure pavouane – Psittacara leucophthalmus
- Conure de Cuba – Psittacara euops
- Conure maîtresse – Psittacara chloropterus
- Conure de Porto Rico – Psittacara maugei